# Hevesi Füves Puszták Tájvédelmi Körzet
A 8 199 hektár területen fekvő Hevesi Füves Puszták TK a Bükki Nemzeti Park Igazgatóságához tartozó szabadon látogatható terület, mely a Tisza-völgy és a Mátra közt terül el. Kavicsos, homokos alapját az északról érkező vízfolyások hordalékkúpjai alakították ki.

## Fekvése

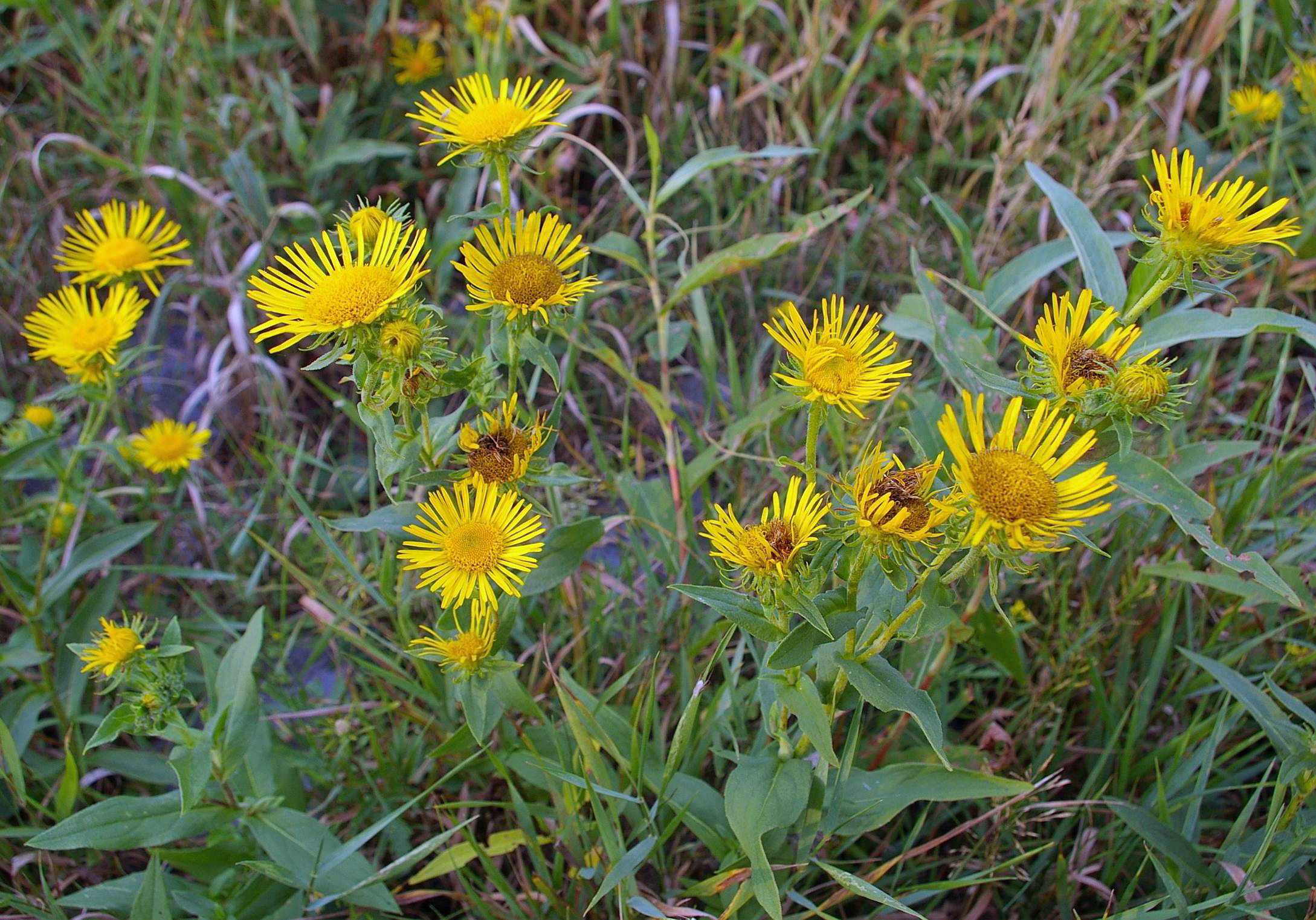
Réti peremizs

A Kiskörei-víztározótól keletre fekvő, hét különálló mozaikos rész; Füzesabony, Kisköre, Poroszló és Jászapáti közötti területeket foglalja magába, a védett területek a Hevesi-sík, Hevesi-ártér, Gyöngyösi-sík kistájakon fekszenek.
A tájvédelmi körzet 15 területegységből tevődik össze:
- Pélyi-szikesek (Pély, Jászivány és Tarnaszentmiklós települések határában)
- Hamvajárás (Nagy-fertő, Gulya-gyep, Garabont területrészekkel, Tarnaszentmiklós, Átány, Hevesvezekény, Kömlő és Kisköre települések határában)
- Nagy-Hanyi-puszta (Dormánd és Erdőtelek között)
- Kis-Hanyi-puszta (Átány, Erdőtelek és Besenyőtelek községek határában)
- Csörsz-árok (Dormánd és Erdőtelek közötti szakasza)
- Lógó-part (Kerecsend község határában)
- Magas-határ (Tiszanána község határában)
- Poroszlói-szikesek
- Sarudi-tömb
- Hevesi-gyepek (érintkezve a Hanyi-ér egy szakaszával)
- Pusztafogacs (Tarnaméra, Erk és Boconád községek határában)
- Kétútköz (Poroszló)
- Poroszlói-gyepek
- Göbölyjárás (Nagyút, Kompolt és Tarnazsadány községek határában)
- Bene-terasz (Nagyút község határában)

## Jellemzői

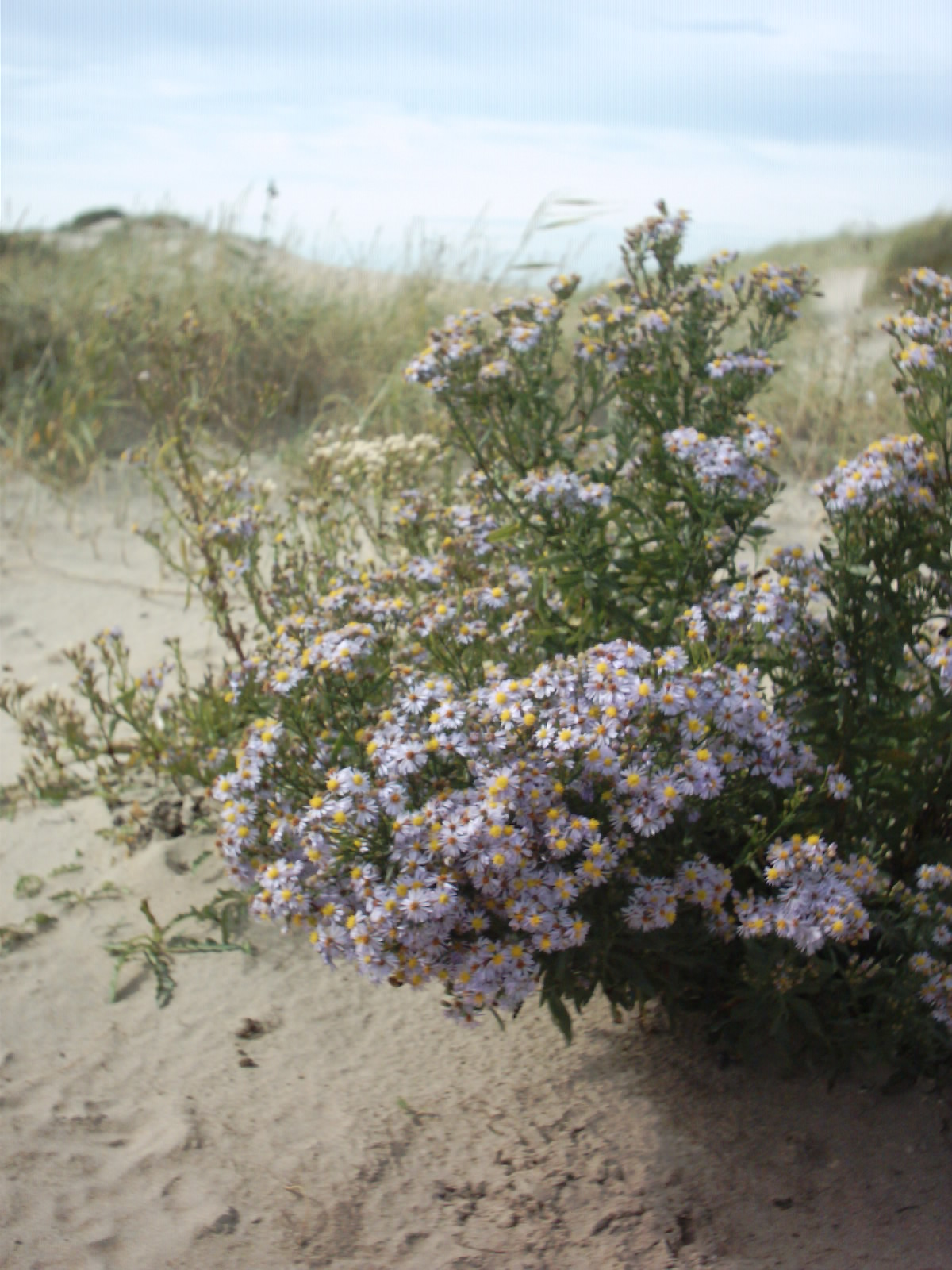
Sziki őszirózsa

Növényzeti világát a szikesek képzik. A szikesek mozaikos élőhelyeket alkotnak. Az itteni löszgyepeket már az újkőkorszaktól hasznosítják. Az egyes élőhelyeket, melyek főleg Poroszló, Pély, Tiszanána, Kömlő, Erdőtelek, Átány határában találhatók, mezőgazdaságilag művelt területek veszik körül. E területek jellemzői a sziki gyeptársulások, löszpusztagyepek, ürmös szikes gyepek. E szikesek többsége fátlan puszta, néhol kisebb, főleg akácosból álló facsoportok találhatók rajtuk, de elvétve foltokban fellelhetők az egykor az itteni tájat alkotó nagy kiterjedésű alföldi fás puszták homoki tölgyes társulásai is. A szikes puszták száraz élőhelyeit itt-ott kisebb patakok vagy vízerek szelik át, melyek azonban a patakok rossz vízelvezetése miatt kisebb-nagyobb mocsaras, tocsogós sziki élőhelyekké alakulnak, partjukat néhol sásos, kákás fűz vagy nyár-ligetecskék övezik.
E szikesek legfőbb értékét gazdag növény és állatviláguk, s különösen gazdag madárviláguk képezi.

## Növényvilága
A térségben 43 növénytársulás fordul elő, melyek közül országosan 2 kipusztulással veszélyeztetett, 5 aktuálisan, 31 potenciálisan veszélyeztetett, míg 5 nem veszélyeztetett. Az eddig kimutatott növényfajok száma meghaladja a 850-et. Ebből 51 faj védett.
A szikes puszták jellegzetes növényei réti ecsetpázsit (Alopecurus pratensis), sóvirág (Limonium gmelinii ssp. hungaricum), sovány csenkesz (Festuca pseudovina), szarvaskerep (Lotus corniculatus), réti peremizs (Inula britannica), sziki őszirózsa (Tripolium pannonicum ssp.), melyek tavasztól őszig csodálatos színekben pompáznak a pusztákon. A szikesedő területek közé ékelődött löszpuszták művelt területeinek jellegzetes növényei a ligeti zsálya (Salvia nemorosa) és a macskahere (Phlomis tuberosa). A nedvesebb réteken, kis vízállások körül pedig a mocsári kosbor (Anacamptis laxiflora), csetkáka (Eleocharis palustris), lila fekete nadálytő (Symphytum officinale) él.
A Hevesi Füves Puszták Tájvédelmi Körzet területén élő további növényfajok a következők: réti őszirózsa (Aster sedifolius), érdes csüdfű (Astragalus asper), szártalan csüdfű (Astragalus exscapus), fehér madársisak (Cephalanthera damasonium), kardos madársisak (Cephalanthera longifolia), kisfészkű aszat (Cirsium brachycephalum), tátorján (Crambe tatarica), piros kígyószisz (Echium russicum), pocsolyalátonya (Elatine alsinastrum), magyar látonya (Elatine hungarica), széleslevelű nőszőfű (Epipactis helleborine), Tallós-nőszőfű (Epipactis tallosii), hengeresfészkű peremizs (Inula germanica), fátyolos nőszirom (Iris spuria), iszaprojt (Limosella aquatica), gyujtoványfű (Linaria kocianovichii), heverő iszapfű (Lindernia procumbens), epergyöngyike (Muscari botryoides), egérfarkfű (Myosurus minimus), sömörös kosbor (Orchis ustulata), sziki kocsord (Peucedanum officinalis), gumós macskahere (Phlomis tuberosa), kígyófarkfű (Pholiorus pannonicus), vékony útifű (Plantago tenuiflora), sziki boglárka (Ranunculus lateriflorus), sziki varjúháj (Sedum cespitosum), változó gurgolya (Seseli varium), Janka-tarsóka (Thlaspi jankae), sziki here (Trifolium angulatum).

## Állatvilága

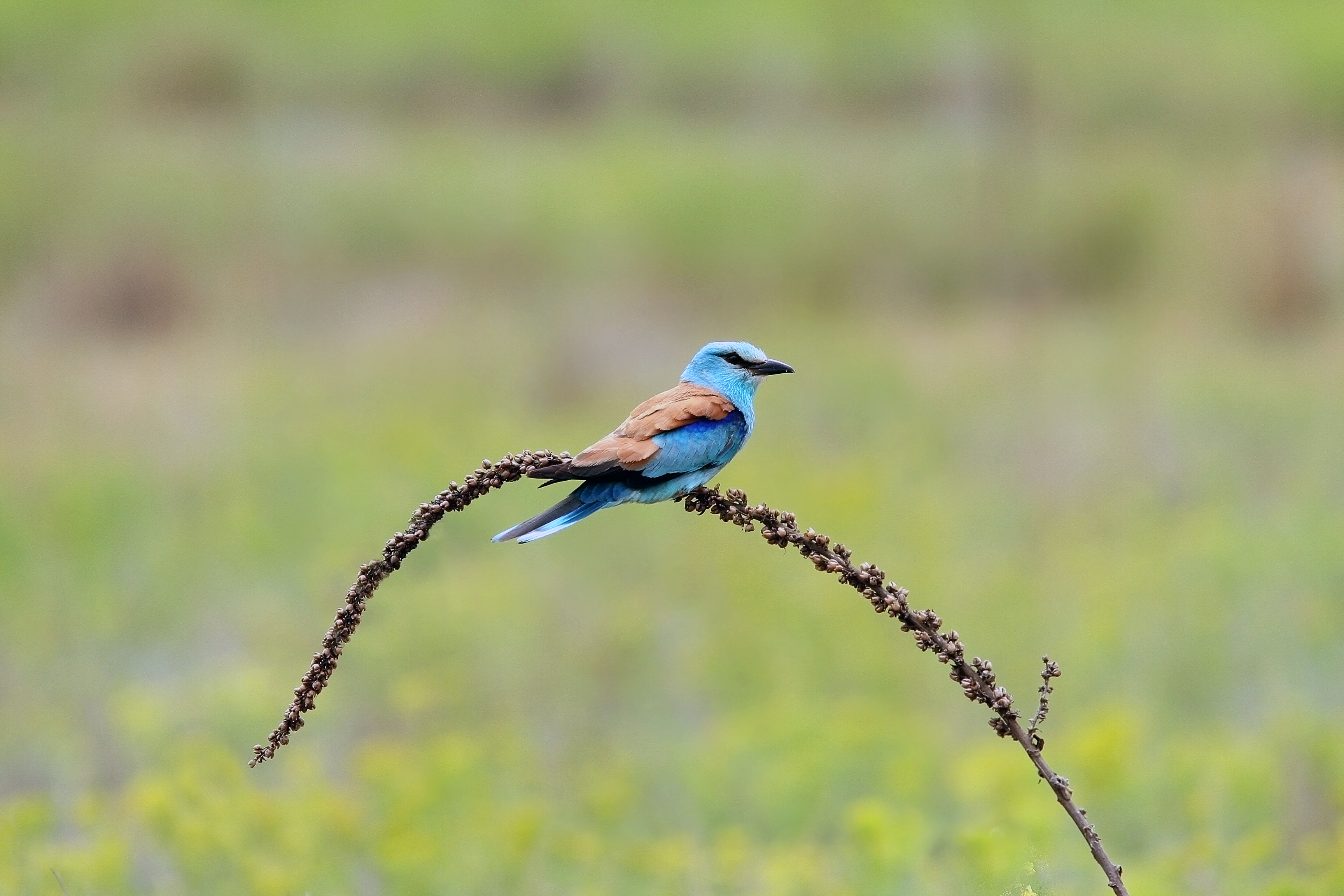
Szalakóta

Gazdag a puszták madár- és állatvilága is. Az itt költő vagy táplálkozó madarak között sok a védett, ritka madárfaj. Ilyen például a túzok, az ugartyúk, vagy a nedves réteken, tocsogókban  élő haris, bíbic, a piroslábú cankó, vagy a szürke és vörös gém, a nagy kócsag, bölömbika, mely itt is fészkel. De rendszeresen költ a területen a széki lile, székicsér, fogoly és a fürj is. A puszták erdőfoltjainak fáin fészkel a kék és vörös vércse és a szalakóta is, míg a löszös részeken a gyurgyalag is. Az emlősök közül leggyakoribb az ürge, mely a ragadozó madarak legfőbb tápláléka.
Az alábbi fajok védelme a tájegység kiemelt feladatai közé tartozik:
- parlagi sas (Aquila heliaca)
- hamvas rétihéja (Circus pygargus)
- kerecsensólyom (Falco cherrug)
- kék vércse (Falco vespertinus)
- túzok (Otis tarda)
- szalakóta (Coracias garrulus)

## Kulturális értékek

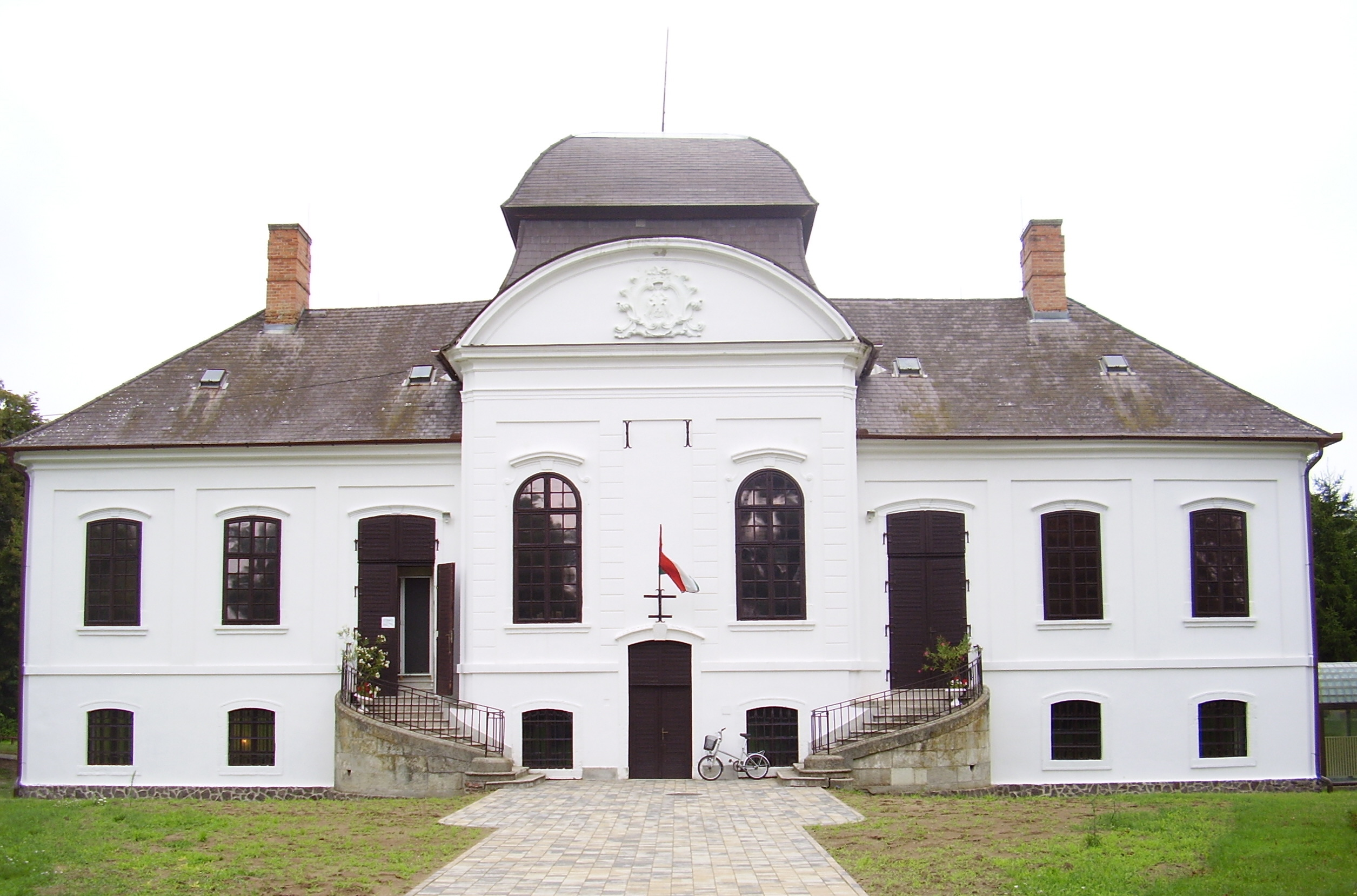
Tarnaméra - Almássy-kastély

A legrégebbi ember alkotta emlék a térségben az iu. 4. században épült a Csörsz árka, amelynek egy szakasza a tájvédelmi körzet része. Ezekből a korokból származnak a tájegységre szintén jellemző kunhalmok, kurgánok is. A terület talán legjelentősebb kultúrtörténeti, néprajzi emlékeit a XIX. századi paraszti gazdálkodás nyomaiban, emlékeiben találhatjuk meg, pl az átányi Kakas-ház, a poroszlói- vagy a szihalmi tájház. További látnivalók még Hevesen a Kaszinó, a Remenyik-kúria, Hevesvezekényen a Szalgháry-kastély, Tarnamérán az Almásy-kastély vagy Poroszlón a Réthly-kúria és a kétútközi Graefl-kastély.

## Külső hivatkozások
- A Bükki Nemzeti Park honlapja
- A Bükki Nemzeti Park honlapja - A Hevesi Füves Puszták TK leírása
- A Hevesi Füves Puszták TK áttekintő térképe